# 황금박쥐

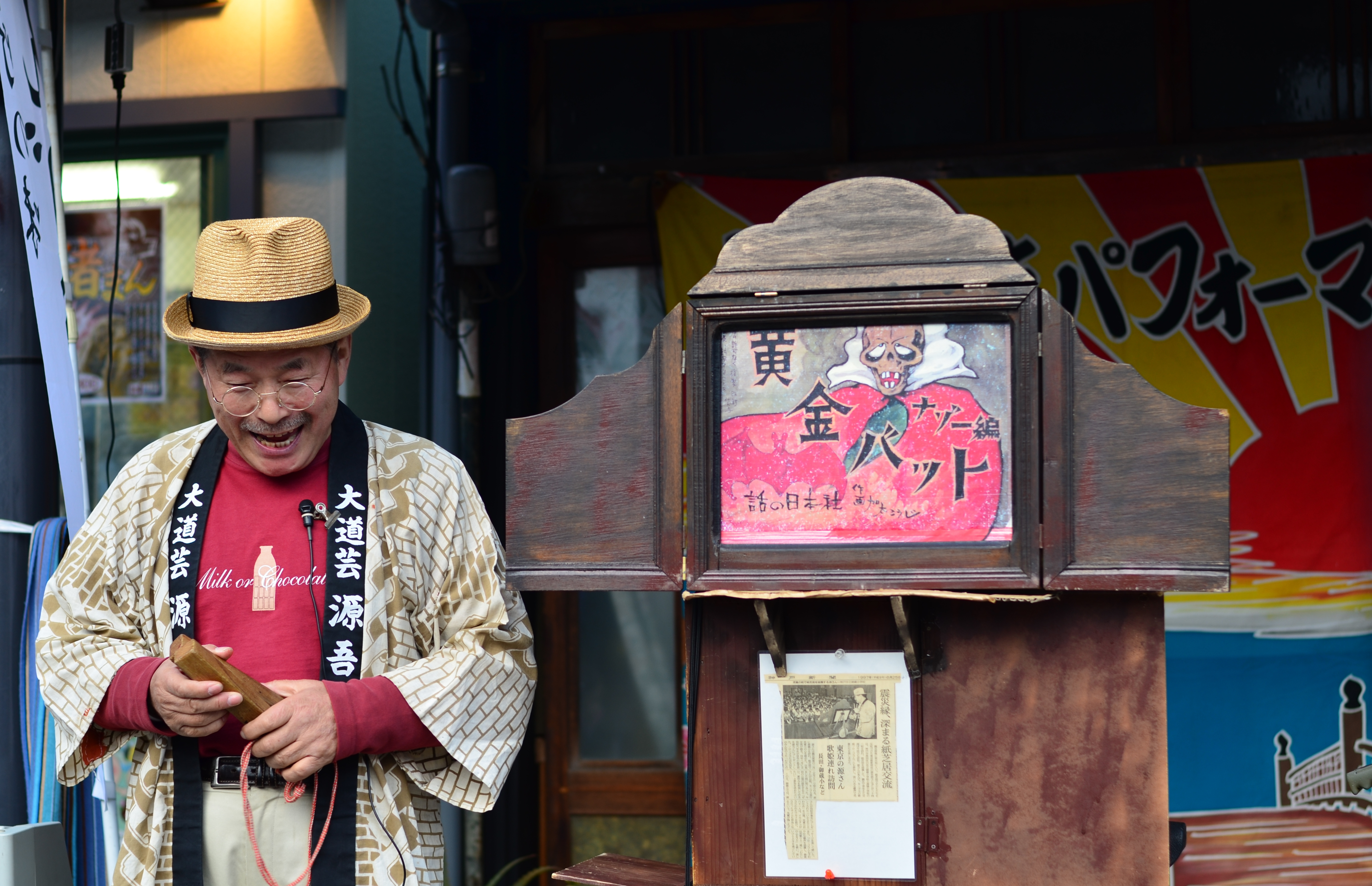

황금박쥐(일본어: 黃金バット)는 1967년 애니메이션이다. 대한민국과 일본의 합작 애니메이션으로, 이하라 카즈오와 이시구로 노보루가 감독했다. 한국에는 동양방송을 통해 방영되었으며, 실제 제작에 참여하기도 하였다. 일본에는 닛폰 TV 방송망 계열을 통해 방영하였다.

## 같이 보기
- 요괴인간